# Ağaçağıl, Kandıra
Ağaçağıl là một xã thuộc huyện Kandıra, tỉnh Kocaeli, Thổ Nhĩ Kỳ. Dân số thời điểm năm 2010 là 213 người.